# Salach

Panorama de Salach avec les ruines du Staufeneck.

Pour les articles homonymes, voir Salach (homonymie).
Salach est une commune située dans le Land du Bade-Wurtemberg (Allemagne), non loin de la ville de Göppingen. Cette commune compte environ 7 800 habitants. Elle est jumelée avec  Fougerolles (France) depuis 1971.